# Saint-Crépin (Hautes-Alpes)
Pour les articles homonymes, voir Saint-Crépin.
Saint-Crépin est une commune française située dans le département des Hautes-Alpes en région Provence-Alpes-Côte d'Azur.

## Géographie
Saint-Crépin est une commune du Grand Briançonnais, située dans l'ancienne province du Dauphiné, adhérente à la communauté de communes du Guillestrois. Elle fait partie de l'aire de la langue d'oc, occitan, tout comme certaines vallées italiennes voisines.

### Localisation
La commune se situe à l'ouest du parc naturel régional du Queyras dont elle est limitrophe, en aval du Briançonnais. Elle occupe le bassin versant du torrent de Pra Reboul qui naît sur les flancs occidentaux du pic du Béal Traversier (2 910 m), « à cheval » sur Saint-Crépin et Arvieux, et se jette dans la Durance.

### Géologie et relief
Saint-Crépin se trouve sur le socle cristallin du massif des Écrins.
La partie septentrionale qui est la partie haute du territoire communal, est délimitée par une ligne de crête allant de la crête de l'Alp Gaston à la crête de Chalanches, comportant plusieurs sommets le plus haut,le Béal Traversier ou Trémout atteigant 2910 mètres sur la crête de Platégou,et entrecoupée par le ruisseau de Pra Reboul. La grande partie est composée de rochers.
La partie méridionale ou basse du territoire, est très boisée. Les Bois Noir, Bois des Orgiers et Bois Durat occupent la majeure partie des hauteurs de la vallée de la Durance.
La commune possède plusieurs forêts dont la plus importante se situe au nord-est du village ; les autres forêts se trouvent : deux au nord, une jouxtant le village à l'est et une autre « à cheval » sur Saint-Crépin et Eygliers, occupant la presque totalité du vallon du torrent de Guillermain.

### Hydrographie
Le réseau hydrologique communal est dense, faisant de Saint-Crépin une commune verte et boisée.
La Durance traverse la partie occidentale de Saint-Crépin. Durant cette traversée, elle reçoit les eaux de plusieurs affluents, les principaux étant :
- Torrent de Pra Reboul[2],
- Torrent de Bouffard[3],
- Torrent de Tramouillon[4],
- Torrent du Béal Noir[5],
- Le Merdanel[6].

### Voies de communication et transports

#### Voies routières
La voie principale est la route nationale 94 qui emprunte la vallée de la Durance et traverse la commune. Elle relie Gap à l'Italie via Briançon et le col de Montgenèvre 1 850 m..

#### Transports
Saint-Crépin possède un aérodrome ouvert à la circulation aérienne publique (code OACI = LFNC). Celui-ci est un site réputé de vol à moteur et de vol à voile (planeur), bénéficiant de conditions aérologiques favorables et d'une situation privilégiée dans le massif alpin.
Saint-Crépin est traversé par la voie ferrée de la ligne de Veynes à Briançon. La gare de Saint-Crépin est une halte ouverte en 1894 par la Compagnie des chemins de fer de Paris à Lyon et à la Méditerranée (PLM), puis elle est devenue une station et a été fermée par la  SNCF à la fin des années 1950. Située au passage à niveau près du lieu-dit Durancette, elle est depuis devenue une maison d'habitation. Elle n'est pas protégée mais figure sur l'inventaire général du patrimoine régional démolie pour laisser place à un rond point.

### Climat
Pour des articles plus généraux, voir Climat de Provence-Alpes-Côte d'Azur et Climat des Hautes-Alpes.
En 2010, le climat de la commune est de type climat des marges montargnardes, selon une étude du Centre national de la recherche scientifique s'appuyant sur une série de données couvrant la période 1971-2000. En 2020, Météo-France publie une typologie des climats de la France métropolitaine dans laquelle la commune est exposée à un climat de montagne ou de marges de montagne et est dans la région climatique Alpes du sud, caractérisée par une pluviométrie annuelle de 850 à 1 000 mm, minimale en été.
Pour la période 1971-2000, la température annuelle moyenne est de 9,1 °C, avec une amplitude thermique annuelle de 18,3 °C. Le cumul annuel moyen de précipitations est de 870 mm, avec 7,4 jours de précipitations en janvier et 6,2 jours en juillet. Pour la période 1991-2020, la température moyenne annuelle observée sur la station météorologique installée sur la commune est de 10,0 °C et le cumul annuel moyen de précipitations est de 743,9 mm. 
La température maximale relevée sur cette station est de 38,3 °C, atteinte le 23 août 2023 ; la température minimale est de −20,6 °C, atteinte le 18 décembre 2010,,.
| Mois                                  | jan.           | fév.           | mars           | avril         | mai           | juin          | jui.          | août          | sep.          | oct.          | nov.         | déc.           | année      |
| ------------------------------------- | -------------- | -------------- | -------------- | ------------- | ------------- | ------------- | ------------- | ------------- | ------------- | ------------- | ------------ | -------------- | ---------- |
| Température minimale moyenne (°C)     | −5,4           | −4,6           | −1,2           | 2,3           | 5,6           | 9,1           | 10,9          | 10,4          | 7,2           | 3,3           | −0,7         | −4,7           | 2,7        |
| Température moyenne (°C)              | 0,6            | 2,1            | 6              | 10            | 13,1          | 17,1          | 19,5          | 19,1          | 15,4          | 10,8          | 5,5          | 1,2            | 10         |
| Température maximale moyenne (°C)     | 6,6            | 8,8            | 13,3           | 17,6          | 20,6          | 25,1          | 28,2          | 27,9          | 23,6          | 18,3          | 11,7         | 7              | 17,4       |
| Record de froid (°C) date du record   | −18,4 31.01.10 | −19,8 07.02.12 | −14,1 07.03.16 | −8,5 08.04.21 | −3,8 06.05.19 | 1,9 01.06.10  | 2,7 05.07.07  | 0,7 31.08.10  | −2,6 27.09.20 | −7,3 22.10.07 | −18 27.11.10 | −20,6 18.12.10 | −20,6 2010 |
| Record de chaleur (°C) date du record | 16,1 19.01.07  | 21,9 29.02.12  | 24,1 30.03.21  | 29 08.04.11   | 31,2 22.05.22 | 37,7 27.06.19 | 36,3 06.07.15 | 38,3 23.08.23 | 33,9 05.09.06 | 28 08.10.23   | 22 15.11.15  | 16,4 30.12.18  | 38,3 2023  |
| Précipitations (mm)                   | 56,3           | 53,6           | 51,2           | 57,4          | 67,8          | 55,8          | 43,2          | 50,6          | 41,5          | 84,6          | 88,7         | 93,2           | 743,9      |

| Diagramme climatique                                  |             |              |             |             |             |              |              |             |             |              |           |
| J                                                     | F           | M            | A           | M           | J           | J            | A            | S           | O           | N            | D         |
| 6,6−5,456,3                                           | 8,8−4,653,6 | 13,3−1,251,2 | 17,62,357,4 | 20,65,667,8 | 25,19,155,8 | 28,210,943,2 | 27,910,450,6 | 23,67,241,5 | 18,33,384,6 | 11,7−0,788,7 | 7−4,793,2 |
| Moyennes : • Temp. maxi et mini °C • Précipitation mm |             |              |             |             |             |              |              |             |             |              |           |

Les paramètres climatiques de la commune ont été estimés pour le milieu du siècle (2041-2070) selon différents scénarios d'émission de gaz à effet de serre à partir des nouvelles projections climatiques de référence DRIAS-2020. Ils sont consultables sur un site dédié publié par Météo-France en novembre 2022.

## Urbanisme

### Typologie
Au 1er janvier 2024, Saint-Crépin est catégorisée commune rurale à habitat dispersé, selon la nouvelle grille communale de densité à 7 niveaux définie par l'Insee en 2022.
Elle est située hors unité urbaine et hors attraction des villes,.

### Occupation des sols
Le tableau ci-dessous présente l'occupation des sols de la commune en 2018, telle qu'elle ressort de la base de données européenne d’occupation biophysique des sols Corine Land Cover (CLC).
| Type d’occupation                             | Pourcentage | Superficie (en hectares) |
| --------------------------------------------- | ----------- | ------------------------ |
| Tissu urbain discontinu                       | 0,8 %       | 39                       |
| Extraction de matériaux                       | 0,6 %       | 26                       |
| Équipements sportifs et de loisirs            | 0,7 %       | 35                       |
| Prairies et autres surfaces toujours en herbe | 6,1 %       | 288                      |
| Systèmes culturaux et parcellaires complexes  | 2,3 %       | 110                      |
| Forêts de feuillus                            | 1,0 %       | 46                       |
| Forêts de conifères                           | 36,9 %      | 1733                     |
| Pelouses et pâturages naturels                | 24,4 %      | 1144                     |
| Landes et broussailles                        | 1,7 %       | 82                       |
| Forêt et végétation arbustive en mutation     | 5,3 %       | 249                      |
| Plages, dunes et sable                        | 1,0 %       | 47                       |
| Roches nues                                   | 11,8 %      | 555                      |
| Végétation clairsemée                         | 7,3 %       | 344                      |
| Source : Corine Land Cover                    |             |                          |

## Toponymie

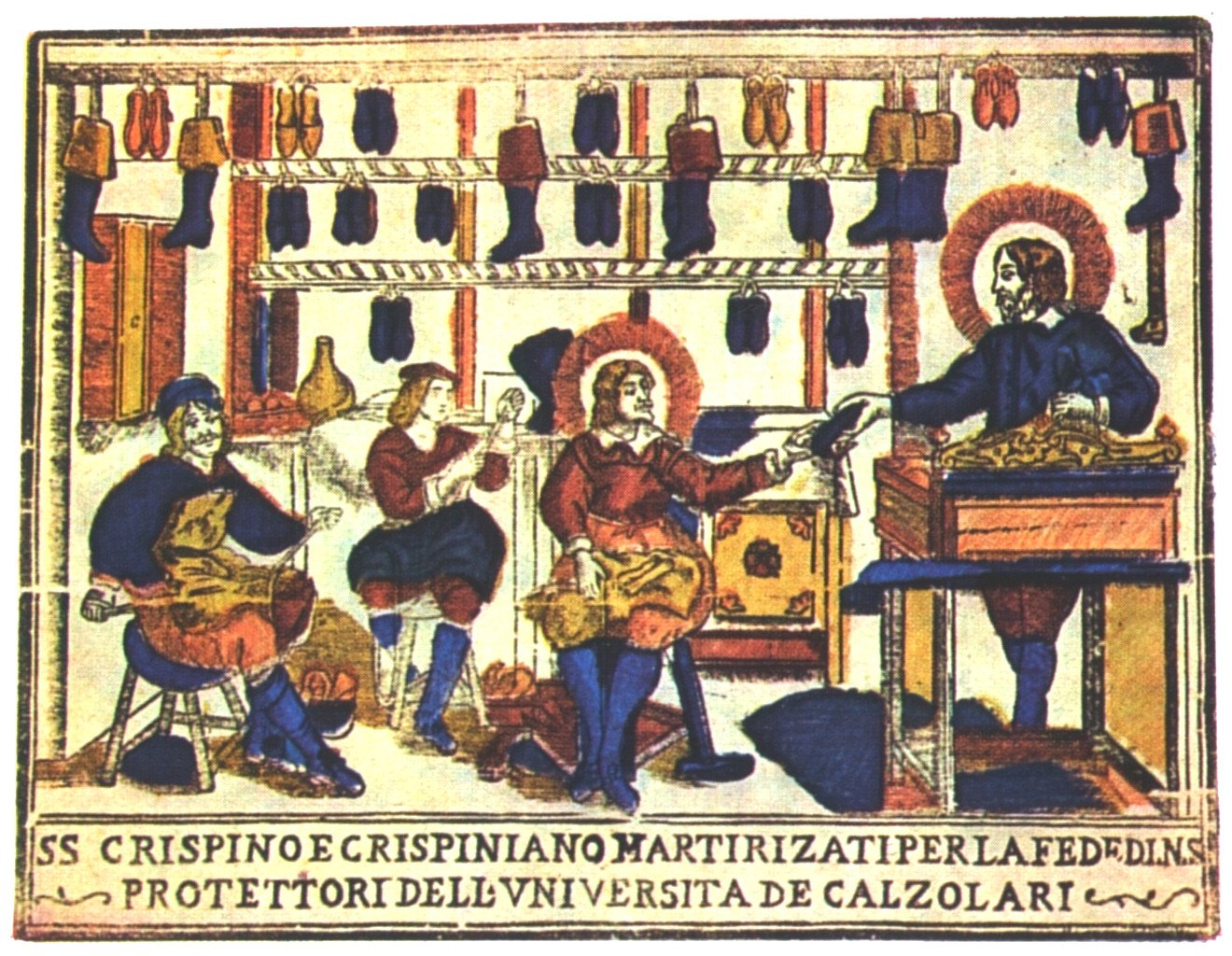
Crépin et Crépinien patrons des cordonniers.

La communauté s'appelait Sanctus Crepinus dès le XIe siècle dans un cartulaire d'Oulx, Sanctus Crispinus, Castrum Sancti Crispini en 1180, Castrum Sancti Cripini en 1210, puis Sanctus Crispinus en 1238, Castrum signalant l'existence d'une fortification.
En occitan alpin, la commune se nomme Sant-Crespin.
Saint Crépin, honoré avec son frère saint Crépinien, étaient, semble-t-il natifs de Rome. Chrétiens, ils exerçaient le métier de cordonniers à Soissons.
En occitan, le « crespin » était, aussi, le petit panier dans lequel les cordonniers mettaient leurs outils.
Les hameaux de Chanteloube (Cantaluppa), le Villard (Villario), la Combe (Coumbelle) sont déjà cités au XIIe siècle dans divers documents.

## Histoire

### Antiquité
Le site était déjà occupé au premier âge du fer (environ 600 avant notre ère), comme en témoigne la découverte en 1836 à Chanteloube, d'un squelette avec des anneaux de bronze passés à l’une de ses jambes.
Par ailleurs, au siècle dernier près de l’Église Vieille, ont été mises au jour des tombes datant au début du christianisme.
Une voie romaine passe à Chanteloube.

### Moyen Âge
- 1210 - Par donation du Dauphin André, l’archevêque d’Embrun est fait seigneur majeur du Castrum Sancti Cripini. Des seigneurs locaux, « inférieurs ou engagistes, tenaient en fief une partie du territoire, notamment les familles Rostaing, Richière, des Bardonnèche, de Rame, Cayre, de Morges, Giraud, Rascassié »[19].

Saint-Crépin, Eygliers et Mont-Dauphin ne formaient alors qu’une seule communauté nommée : « Mandement de Saint-Crépin ».
Pierre Rostang, viguier de Marseille (1382), fut seigneur de Saint-Crépin.
- 1488 - Le village devient le siège des inquisiteurs contre les Vaudois. Le curé de Saint-Crépin remplace un moment le grand inquisiteur Alberto de Cattané.
- 1494 - Charles VIII, roi de France, dîne à Saint-Crépin où séjourneront aussi plus tard, Louis XII, Louis XIII, Richelieu, Catinat, Vauban, Berwick et d’autres[19].

### Temps modernes
Au XVIe siècle Saint-Crépin apparaît sur les cartes, notamment celle d’Oronce finé en 1543.
- 1581 - Le 9 février, Lesdiguières s’empara du village qui demeura sous domination protestante pendant 20 ans.
- 1692 - Le duc de Savoie envahit la région et installa son état-major au chef-lieu.
- 1762 - Sanctus Crispinus prend le nom de Saint Crespin (État des paroisses)[19].
- 1789 - Saint Crespin faisait partie du royaume de France. Survient la Révolution française. Le 22 décembre, la Constituante divise la France en 83 départements.
- 1790 - Sont créées les départements, les communes et les cantons.
- 1793 - An II. Le département des Hautes-Alpes est créé. La commune porte le nom de Ravins. Elle se trouve dans le canton de Mont Lyon, dans le district d'Embrun et le département des Hautes-Alpes.
- 1799 - Le pape Pie VI « transporté » en France, y couche.
- 1801 - La commune prend le nom de Saint-Crepin avant de s'écrire Saint-Crépin. Le canton de Mont Lyon devient celui de Mont-Lion avant son transfert dans celui de Guillestre en 1802. La commune est dans l'arrondissement d'Embrun, dans le département des Hautes-Alpes[20].
- 1884 - Avec l’arrivée du chemin de fer, le relais de poste Embrun-Briançon devint inutile.

### Époque contemporaine
- 1926, Saint-Crépin est dans l'arrondissement de Briancon (Briançon).

## Politique et administration

### Liste des maires
| Période                                  | Période   | Identité            | Étiquette | Qualité                                                |
| ---------------------------------------- | --------- | ------------------- | --------- | ------------------------------------------------------ |
| Les données manquantes sont à compléter. |           |                     |           |                                                        |
| mars 1971                                | mars 2001 | Alexis Barthélemy   |           |                                                        |
| mars 2001                                | 2014      | Bernard Esmieu      |           | Président de la communauté de communes du Guillestrois |
| mars 2014                                | En cours  | Jean-Louis Queyras, |           | Ancien artisan, commerçant ou chef d'entreprise        |

### Intercommunalité
Saint-Crépin fait partie:
- de 2001 à 2017, de la Communauté de communes du Guillestrois ;
- depuis le 1er janvier 2017, de la communauté de communes du Guillestrois et du Queyras[23].

## Démographie
L'évolution du nombre d'habitants est connue à travers les recensements de la population effectués dans la commune depuis 1793. Pour les communes de moins de 10 000 habitants, une enquête de recensement portant sur toute la population est réalisée tous les cinq ans, les populations de référence des années intermédiaires étant quant à elles estimées par interpolation ou extrapolation. Pour la commune, le premier recensement exhaustif entrant dans le cadre du nouveau dispositif a été réalisé en 2006.

En 2022, la commune comptait 716 habitants, en évolution de −0,83 % par rapport à 2016 (Hautes-Alpes : +0,4 %, France hors Mayotte : +2,11 %).
| 1793  | 1800 | 1806 | 1821 | 1831  | 1836  | 1841  | 1846  | 1851  |
| ----- | ---- | ---- | ---- | ----- | ----- | ----- | ----- | ----- |
| 1 051 | 969  | 983  | 848  | 1 210 | 1 191 | 1 154 | 1 113 | 1 147 |

| 1856  | 1861  | 1866  | 1872  | 1876  | 1881  | 1886  | 1891  | 1896  |
| ----- | ----- | ----- | ----- | ----- | ----- | ----- | ----- | ----- |
| 1 130 | 1 151 | 1 074 | 1 095 | 1 066 | 1 081 | 1 079 | 1 058 | 1 041 |

| 1901 | 1906 | 1911 | 1921 | 1926 | 1931 | 1936 | 1946 | 1954 |
| ---- | ---- | ---- | ---- | ---- | ---- | ---- | ---- | ---- |
| 948  | 989  | 870  | 775  | 657  | 637  | 562  | 462  | 414  |

| 1962 | 1968 | 1975 | 1982 | 1990 | 1999 | 2006 | 2011 | 2016 |
| ---- | ---- | ---- | ---- | ---- | ---- | ---- | ---- | ---- |
| 409  | 400  | 402  | 507  | 533  | 541  | 583  | 640  | 722  |

| 2021 | 2022 | - | - | - | - | - | - | - |
| ---- | ---- | - | - | - | - | - | - | - |
| 724  | 716  | - | - | - | - | - | - | - |

## Économie
- L'agriculture, l’élevage ovin et bovin.
- Le tourisme : le vol à voile , le camping municipal  qui attire de nombreux touristes, notamment des Néerlandais. Existence de nombreux spots d'escalade.
- Le bâtiment : de nombreuses entreprises de ce secteur ont une activité importante à Saint-Crépin, Charles Queyras TP, Palluel et Domeny charpente, Lavigna plomberie, Bellicaud location.
- L'énergie : une micro-centrale hydroélectrique sans retenue a été construite et est en fonctionnement depuis 2021. Elle produit une énergie décarbonée pour l'ensemble de la commune et au-delà (puissance de 500Kw, soit la consommation énergétique de 1300 personnes)[27]

## Culture locale et patrimoine

### Patrimoine culturel
- Le sentier des Thurifères[28] est un ancien chemin muletier reliant le village au hameau des Guions. Le dénivelé est de 390 m, de 910 à 1 280 m.

Ce sentier permet d'admirer de remarquables spécimens d'une espèce rare de résineux, le genévrier thurifère.

#### Patrimoine civil

##### Château fort
Il s'agit d'un castrum du XIIIe siècle (?) dont il ne reste que des vestiges. L'enceinte castrale a probablement été détruite au XVIe siècle. En 1210, le Dauphin Guigues André le concède à l'archevêque.
Les vestiges sont repris à l'Inventaire général du patrimoine culturel.

##### Gare de Saint-Crépin, actuellement maison
Cette gare avait été mise en service avec l'ouverture du tronçon ferroviaire Mont-Dauphin-Briançon le 12 juillet 1883. Elle est désaffectée depuis la fin des années 1950. Elle est  à l'Inventaire général du patrimoine culturel. Elle a été démolie pour laisser place à un rond-point.

#### Patrimoine sacré

##### Église Vieille
Cette église n'est pas précisément datée. Cependant elle comporte des pierres sculptées qui renvoient à l'art gallo-romain et des tombes datant au début du christianisme ont été retrouvées sur place. Un usage religieux peut donc remonter au Ve siècle. La fonction d'ancienne église paroissiale Notre-Dame-de-l'Assomption est attestée à partir du XIIe siècle et ce jusqu'à 1452, année de la construction de l'église actuelle au centre du village.
L'édifice reste doté d'un portail remarquable donnant sur le chœur, protégé par une grille. On peut encore observer les fondations des murs de la nef et du clocher. À noter que celui-ci est indépendant du reste du bâtiment, comme c'est souvent le cas au Piémont. Propriété de la commune, ces murs sont classés Monument historique.

##### Église paroissialeSaint-Crépin-et-Saint-Crépinien
L'église paroissiale a été construite en 1452, remaniée en 1552 puis en 1912. Elle est l'une des premières églises du diocèse d'Embrun à avoir été reconstruite après la grande dépression de la fin du Moyen Âge. Elle a remplacé l'ancienne église Notre-Dame qui servait aux habitants de Saint-Crépin et d'Eygliers lorsque les deux communautés étaient réunies.
L'église est reprise à l'Inventaire général du patrimoine culturel.

##### Croix monumentale
Cette croix située au lieu-dit Villaron-Haut porte la date 1863. Elle est en pierre marbrière de paus, de couleur rose.
La croix est reprise à l'Inventaire général du patrimoine culturel. (Voir sa description sur Mérimée).

##### Chapelle Saint-Michel
La chapelle Saint-Michel a été construite au XVIe siècle (mentionnée en 1560) au lieu-dit le Villard. Devenue succursale en 1854, elle subit de profondes transformations. Un nouvel édifice engloba l'ancienne chapelle.
L'édifice religieux est repris à l'Inventaire général du patrimoine culturel. (Voir sa description sur Mérimée).

##### Chapelle Saint-François-Régis
La chapelle Saint-François-Régis se situe au lieu-dit les Hodouls. Elle a été construite en 1827 sur l'emplacement d'une chapelle plus ancienne, et remaniée en 1956.
Elle est reprise à l'Inventaire général du patrimoine culturel.

##### Chapelle Saint-Simon-et-Saint-Judedite de Chanteloube
La chapelle Saint-Simon-et-Saint-Jude dite de Chanteloube se situe au lieu-dit la Chapelle. Elle n'a pu être datée. La tour de son clocher-porche porte l'année 1897. Le chœur est mitoyen avec une maison du village.
La chapelle est reprise à l'Inventaire général du patrimoine culturel.

##### Cimetière
Contigu à la chapelle Saint-Simon-et-Saint-Jude, ce cimetière a été probablement créé au XIXe siècle. Il se caractérise par des sépultures individuelles en pleine terre, simplement signalées par une croix en bois, et l'absence de monuments et d'aménagement de l'espace.
Le site est repris à l'Inventaire général du patrimoine culturel. Il a été sérieusement réduit pour laisser place à l’aménagement de l’actuel monument aux morts.

##### Chapelle des Pénitents-Blancs, actuellement salle des fêtes
L'édifice aujourd'hui salle des fêtes de Saint-Crépin, date du XVIIIe siècle. Il est doté d'un clocher-mur sur sa façade principale, ici septentrionale.
La chapelle est reprise à l'Inventaire général du patrimoine culturel.
- Chapelle Saint-Pierre-aux-Liens des Guions.
- Chapelle des Martins de Saint-Crépin.

### Patrimoine naturel

#### Arrêté préfectoral de biotope
La commune, avec Champcella, est concernée par un arrêté préfectoral de biotope, objet de la fiche « Adoux de Grépon (FR3800533) » à l'Inventaire national du patrimoine naturel.

#### ZNIEFF
La commune est concernée par 7 zones naturelles d'intérêt écologique, faunistique et floristique de 2e génération :

##### ZNIEFF Confluence du Guil et de la Durance (cours d'eau, ripisylves et iscles)
Six communes sont concernées par la zone qui correspond à la confluence du Guil avec la Durance. Elle comprend le cours d’eau et ses ripisylves et iscles associées.
Cet espace protégé de 298 ha, remarquable par ses milieux, sa flore et sa faune, est repris à l'Inventaire national du patrimoine naturel sous la fiche ZNIEFF 930012770 - Confluence du Guil et de la Durance (cours d'eau, ripisylves et iscles).

##### ZNIEFF Coteaux steppiques en rive droite de la Durance de Freissinières (le Clos du Puy) à Chanteloube - Gouffre de Gourfouran
La zone qui concerne 695 ha de 4 communes, est établie sur le versant rive droite de la vallée de la Durance, au nord-est de la commune de Guillestre. Le site se développe sur des coteaux calcaires secs, entre 910 et 1 930 m d’altitude, aux étages de végétation montagnard et subalpin, au sein de la zone périphérique du parc national des Écrins. Il est dominé sur sa partie est par la vallée de la Biaysse et la montagne de l’Aiguillas (2 856 m).
Cet espace protégé remarquable est repris à l'Inventaire national du patrimoine naturel sous la fiche ZNIEFF 930012773 - Coteaux steppiques en rive droite de la Durance de Freissinières (le Clos du Puy) à Chanteloube - Gouffre de Gourfouran.

##### ZNIEFF Coteaux steppiques en rive gauche de la Durance de la Font d'Eygliers à L'Argentière
La zone qui concerne 782 ha de 3 communes dans la vallée de la Haute Durance (en rive gauche), entre le massif des Écrins à l'ouest et le massif du Queyras à l'est, correspond au bas du versant entre l’Argentière-la-Bessée et Saint-Crépin.
Elle est reprise à l'Inventaire national du patrimoine naturel sous la fiche ZNIEFF 930012776 - Coteaux steppiques en rive gauche de la Durance de la Font d'Eygliers à L'Argentière.

##### ZNIEFF Façade ouest du massif du Béal Traversier
Cette vaste zone de 12 697 ha concerne 9 communes de la région du Briançonnais. Elle englobe la façade ouest du massif du Béal Traversier et les affluents est de la vallée de la Haute Durance, entre le massif des Écrins à l'ouest et le massif du Queyras à l'est.
Le site est repris à l'Inventaire national du patrimoine naturel sous la fiche ZNIEFF 930012777 - Façade ouest du massif du Béal Traversier.

##### ZNIEFF La Haute Durance (ses iscles, ripisylves et adoux) entre La roche-de-Rame et l'aérodrome de Mont-Dauphin
Cette zone qui concerne 358 ha de 6 communes dans la région du Guillestrois, correspond au cours de la Durance et ses ripisylves et espaces associés, entre le massif des Écrins à l'ouest et le massif du Queyras à l'est.
Elle est à l'Inventaire national du patrimoine naturel sous la fiche ZNIEFF 930012772 - La Haute Durance (ses iscles, ripisylves et adoux) entre La Roche-de-Rame et l'aérodrome de Mont-Dauphin.

##### ZNIEFF Montagne de Furfande - Vallon de Clapouze - Bois du Devez
Cette zone qui concerne 2 378 ha de 3 communes dans la partie nord-ouest du Parc naturel régional du Queyras. Elle correspond aux versants adrets du Col d’Izoard et du Pic de Rochebrune, et inclut le Vallon de Clapeyto.
Elle est à l'Inventaire national du patrimoine naturel sous la fiche ZNIEFF 930012761 - Montagne de Furfande - Vallon de Clapouze - Bois du Devez.

##### ZNIEFF Vallées et Parc naturel régional du Queyras - Val d'Escreins
Cette vaste zone qui concerne 58 750 ha de 16 communes des Hautes-Alpes, est limitrophe avec l'Italie, et se situe entre le Briançonnais au nord, la vallée de l'Ubaye au sud et la vallée de la Durance à l'ouest. Ce site montagneux correspond à l’essentiel du parc naturel régional du Queyras.
La zone est à l'Inventaire national du patrimoine naturel sous la fiche ZNIEFF 930012757 - Vallées et Parc naturel régional du Queyras - Val d'Escreins.

## Personnalités liées à la commune
- François Chopin ou Chapin, né à Saint-Crépin vers 1676, trisaïeul de Frédéric Chopin.

## Héraldique, logotype et devise
| Blason de Saint-Crépin | Blason  | De sinople au lion d'argent armé et lampassé de gueules.                                       |
| Blason de Saint-Crépin | Détails | Blason identique à celui de La Roche-de-Rame. Le statut officiel du blason reste à déterminer. |